# 1X2
1X2 è il sesto album discografico di Brigantony, pubblicato nel 1984 dall'etichetta Seamusica e ristampato nel 2002.

## Tracce
1. 'A nanna patturiu – 2:40
2. Blues – 2:10
3. Non stop cambiali – 2:00
4. L'intervista – 3:10
5. America – 3:10
6. Berlino – 3:15
7. Tutti ca fumunu – 2:43
8. Palummedda – 2:40
9. 'A banana – 2:30
10. 'U postu 'o comuni – 3:37
11. 'A cabina – 3:18
12. Me maritu piscaturi – 2:46